# Thallarcha cosmia
Thallarcha cosmia är en fjärilsart som beskrevs av Turner 1899. Thallarcha cosmia ingår i släktet Thallarcha och familjen björnspinnare. Inga underarter finns listade i Catalogue of Life.